# Бабиев, Гавриил Фёдорович
Гавриил Фёдорович Бабиев  (18 (30) марта 1860, Михайловская, Кубанская область — 6 февраля, 1921, Лемнос) — генерал-лейтенант, участник Первой мировой и Гражданской войны в рядах Белой армии.

## Биография
Православный. Из казаков ст. Михайловской Кубанское казачье войско.
Образование получил в частном учебном заведении.
- 01.04.1876 вступил на службу в строевой состав 1-го Лабинского полка ККВ.
- 30.07.1882 окончил Ставропольское казачье юнкерское училище по 2-му разряду с присвоением звания Подхорунжий.
- 01.02.1883 произведен в Хорунжие с переводом в 1-й Екатеринодарский полк ККВ. Позже служил в Кубанском каз. дивизионе дислоцировавшим Варшаве. Здесь во время больших маневров, он неоднократно состоял в личной охране Императора Александра III (1884, 1886 годы).
- 1892-м Бабиев командируется в Петербург в Офицерскую кавалерийскую школу и назначается в переменный состав казачьего отдела.
- 07.05.1893 за выдающие способности в джигитовке был отмечен самим Государем «Всемилостивейше пожалован перстень с драгоценными камнями из Кабинета Его Императорского Величества». Во время своего визита в Россию персидский шах был настолько восхищен его ездой и джигитовкой, что наградил его, и «Государь Император разрешил принять и носить персидский Орден Льва и Солнца 4-й степени».
- 15.08.1894 по окончил Офицерскую кавалерийскую школу («успешно») пребывал в кадре льготных полков.
- 1902-м переводен в 1-й Лабинский полк «для уравнения». Это означало, что он является кандидатом в помощники командира полка с производством в чин войскового старшины. (7 лет 10 мес. 23 д. командовал сотней).
- 22.08.1911-2.05.1913 командующий льготным составом 2-го Черноморского полка ККВ.
- 02.05.1913-после 01.03.1914 командир 1-го Екатеринодарского казачьего полка ККВ.
- 1914 Участник Великой войны.
- 09.03.1915 награждён Георгиевским оружием.
  - За то, что 8 авг. 1914 г. с боя взял своим полком лесную опушку, которую удержал до конца сражения, причем были взяты в плен как пешие, так и конные австрийцы.
- 18.11.1915 Генерал майор (ст. 05.07.1915).
- 07.06.1916 командир 1-й бригады 1-й Кубанской казачьей дивизии.
- 09.02 — 30 .04. 1918 участник 1-го Кубанского («Ледяного») похода в Кубанской дружине.
- 01.08.1918 в резерве чинов Кубанского казачьего войска. Генерал лейтенант. В Добровольческой армии, ВСЮР и Русской Армии до эвакуации Крыма.
- 1920 в эмиграции Греция
- 1921 умер на о. Лемнос. перезахоронен в г. Вранье (Югославия).

## Чины
- 01.04.1876 Казак;
- 30.07.1882 Младший урядник;
- 15.08.1882 Подхорунжий;
- 01.02.1883 Хорунжий;
- 01.02.1887 Сотник;
- 13.10.1888 Подъесаул;
- 01.06.1895 Есаул;
- 26.02.1909 Войсковой старшина;
- 26.08.1912 Полковник;
- 18.11.1915 Генерал-майор;
- 1918 Генерал-лейтенант.

## Награды
- «Всемилостивейше пожалован перстень с драгоценными камнями из Кабинета Его Императорского Величества». (ВП 07.05.1893);
- Персидский орден Льва и Солнца 4-й степени (ВП 1893);
- Орден Святой Анны 3-й ст. (ВП 1896);
- Орден Святого Станислава 2-й ст. (ВП 1906);
- Георгиевское оружие (ВП 09.03.1915);
- Орден Святой Анны 2-й ст. с мечами (ВП 01.10.1916);
- Орден Святого Владимира 4-й ст. с мечами и бантом (ВП 01.1915);
- Орден Святого Владимира 3-й ст. с мечами (ВП 01.1915).

## Семья
В честь прославленных генералов Русской армии, в 2012 решено было установить мемориальную плиту, в уютном местечке в станице Михайловской под названием «Бабиев сад», где некогда и располагалась родовая усадьба Бабиевых.